# 堪薩斯城凱悅酒店天橋坍塌事故
堪薩斯城凱悅酒店天橋坍塌事故是1981年7月17日，於美國密蘇里州堪薩斯城凱悅酒店發生的重大坍塌事故，造成114人死亡，216人受傷，是為當時全美死亡人數最多的工程事故，直至被2001年911事件所超越。該事故肇因於工程疏忽，於懸掛式的天橋上採用耐重較差的箱形樑。2006年國家地理頻道於記錄片《重返危機現場》第3季第1集介紹該事故。